# Paramaretia tuberculata
Paramaretia tuberculata är en sjöborreart som först beskrevs av Alexander Emanuel Agassiz och Hubert Lyman Clark 1907.  Paramaretia tuberculata ingår i släktet Paramaretia och familjen sjömöss. Inga underarter finns listade i Catalogue of Life.